# 영창중학교
영창중학교(永昌中學校)는 경상북도 영천시 대창면 대창리에 있었던 공립 중학교이다.

## 학교 연혁
- 1971.01.25 영창중학교 설립 인가(9학급)
- 1971.02.09 초대 손신도 교장 취임
- 1971.03.24 개교식 및 교사 준공식
- 1974.01.25 제1회 졸업식(196명)
- 2010.02.12 제37회 졸업식 거행(20명)(졸업생 누계 3,909명)
- 2010.03.01 도지정 학력향상 시범학교 운영(2010.03.01~2012.02.29)
- 2011.02.16 제38회 졸업식 거행(14명)(졸업생 누계 3,923)
- 2011.04.01 제19대 김준호 교장 부임
- 2011.11.03 100대 교육과정 최우수교 표창(경상북도교육청)
- 2011.12.21 영천교육청 전화친절도서비스모니터링 기관평가 최우수기관 선정
- 2012.02.14 제39회 졸업식 거행(17명)(졸업생 누계 3,940명)
- 2012.03.01 도(타) 지정 통일교육 시범학교 운영(2012.03.01~2014.02.28)
- 2012.09.01 제20대 김정현 교장 취임
- 2013.02.13 제40회 졸업식 거행(15명)졸업생 누계 3955명)
- 2013.12.31 2013학년도 연구학교 운영 평가 결과 우수교 선정
- 2014.01.09 2013학년도 학교평가 최우수교 선정
- 2014.02.13 제41회 졸업식(9명 졸업, 졸업생 누계 3964명)
- 2015.02.13 제42회 졸업식(7명 졸업, 졸업생 누계 3971명)
- 2015.03.02 제21대 임성식 교장 취임
- 2016.02.29 폐교 및 기숙형 중학교 별빛중학교로 통합[1], 45년만에 폐업

## 참고 자료
- 영창중학교 - 한국교육학술정보원 학교알리미